# Lathys affinis
Lathys affinis là một loài nhện trong họ Dictynidae.
Loài này thuộc chi Lathys. Lathys affinis được John Blackwall miêu tả năm 1862.